# Делія Матаке
Делія Матаке (рум. Delia Matache; нар. 7 лютого 1982, Бухарест, СРР), яку зазвичай називають просто Делія, — румунська співачка та автор пісень, акторка, танцівниця. Була членом журі румунського випуску талант-шоу The X Factor.
Делія Матаке зарекомендувала себе як одна з найуспішніших румунських виконавиць, випустивши численні хіт-сингли у вітчизняних чартах, зокрема «Nu e vina mea» («Це не моя провина»; 2002; у складі дуету N&D), «Parfum de fericire» («Парфум Щастя»; 2003), «Pe aripi de vânt» («На крилах вітру»; 2014), «Da, mamă» («Так, мамо»; 2015), «Cum ne noi» ( «Як ми»; 2015) і «Ne vedem noi» («Побачимося»; 2020), «Cum am știut» («Звідки я знав»; 2022).

## Дитинство та навчання
Матаче народився 7 лютого 1982 року в Бухаресті. На початку 1990-х, після закінчення середньої школи, Делія відвідувала Liceul de muzica Dinu Lipatti (музична школа Діну Ліпатті) у своєму рідному місті, брала уроки фортепіано та приватні уроки протягом п’яти років, щоб навчитися грати на флейті. Після цього Матаче продовжила навчання в Національному музичному університеті Бухареста. Бажання стати співачкою виникло після закінчення навчання в університеті. Вона отримала підтримку від своєї матері Джини, щоб реалізувати свою мрію як солістки народної музики.

## Кар'єра

### 1999-2003.
У 1999 році, коли Делії було 17 років, вона зі своїм шкільним другом Ніколаєм Маріном заснувала групу під назвою N&D. Обидва навчалися в одній школі й були в одинадцятому класі. У тому ж році, був випущений перший альбом під назвою Altfel, який був дуже успішним і зміг потрапити до румунських чартах альбомів. Сингл Vino la mine, що входить до альбому, досяг вершини десятки чартів. Другий студійний альбом Face ce vreau вийшов у 2000 році, а третій – у 2001 році під назвою Nu e vina mea. Обидва альбоми також були дуже успішними та досягли місць у чартах альбомів.
У 2002 році вийшов четвертий студійний альбом Nu vreau să te pierd; через рік вийшов п'ятий і останній альбом під назвою Explosion. Однак обидва альбоми не змогли розвинути успіх перших трьох. Ближче до кінця 2003 року Матаке та Марін вирішили розпустити групу через зменшення успіху. Обидва хотіли зосередитися на кар'єрі сольного артиста після розпаду.

### 2003-2010.
Після розпуску N&D Матаке зосередилася на сольній кар'єрі. У тому ж році вона оголосила, що запише свій перший сольний студійний альбом під назвою Parfum de fericire. Альбом вийшов 18 липня 2003 року і містив десять пісень. Окрім пісні Make It Last, усі треки Матаке співаються румунською мовою. Пісня Parfum de fericire, на честь якої названо альбом, мала комерційний успіх у Румунії.
Після чотирирічної музичної перерви Делія випустила свій другий сольний альбом Listen Up 29 червня 2007 року, який також став величезним хітом у Румунії та Молдові. До альбому увійшло кілька пісень англійською та румунською мовами. Вона дебютувала у співпраці з іншими артистами та продюсерами, включаючи співаків Matteo, Smiley, Connect-R, Marius Moga, Cristi Enache, Michael Pow та гурт Hi-Q, Gabi Huiban, Miss J та Solo & Umberti Tomassiaks Costi. Разом зі співаком Маттео вона записала пісні Listen Up і No, No, No. Пісня Sufletul meu була створена у співпраці з DJ Star. Цю та іншу пісню під назвою Secretul Mariei, яку Матаке записала зі Смайлі, було використано як саундтрек до однойменної теленовели Secretul Mariei.
У 2008 році Матаке взяв участь у танцювальному шоу Dansez pentru tine. Вона та її партнер по танцю Іонуц Павал змагалися проти семи інших пар у 5 сезоні. Мета шоу полягає в тому, щоб прибуток у кілька румунських леїв був переданий на благодійність. У п'ятому сезоні 8-річному хлопчику з Сібіу потрібен був протез руки. Однак родині не вдалося зібрати кошти. Виручка пари-переможця пішла на користь родини дитини.
У вересні 2009 року Матаке виступив як хедлайнер на знаменитому фестивалі Cerbul de Aur у Брашові. Вона виконала пісню I Will Survive, яку в оригіналі співала Глорія Гейнор, і отримала за свій виступ десять балів у рейтингу.

### 2011-2015.
15 червня 2012 року було оголошено, що Делія Матаке приєднається до Дена Біттмана та Челу в якості суддів, починаючи з другого сезону X Factor. Про це оголосили численні ЗМІ після того, як початковий склад журі, що складається з Адріана Сіне, Паули Селінг і Міхая Морара, було розпущено. Матаче був наставником музичних груп у другому сезоні та учасників, яким було понад 20 років, у третьому сезоні. Наприкінці 3 сезону 22 грудня 2013 року перемогу здобув учасник Матаке Флорін Рістей. Після третього сезону Біттмана та Челоо замінили Хорія Бренчіу та Штефан Баніка Джуніор; Матаче продовжив як суддя. Починаючи з четвертого сезону, який транслювався з 19 вересня по 26 грудня 2014 року, вона була наставником гуртів у шоу, тоді як Бренсіу відповідав за учасників молодше 20 років, а Беніка – за учасників старше 20 років. У п'ятому сезоні Матаче служив наставником для чоловіків-конкурсантів; Переможцем естафети став Флорін Редуца з категорії «До 20 років» з Баніки. Вона була наставницею хлопчиків у шостому сезоні та дівчаток у сьомому. Починаючи з восьмого сезону, який транслювався з 26 серпня по 23 грудня 2018 року, ще одна учасниця від Matache, Белла Сантьяго, виграла шоу. 12 червня 2020 року Матаче та численні ЗМІ оголосили, що вона повернеться в шоу в якості судді та наставника дев’ятого сезону. Прем'єра нового сезону відбулася 11 вересня 2020 року.
З 2012 року вона одружена з румунським бізнесменом Резваном Мунтяну. Обидва одружилися влітку в новій церкві Св. Спиридіона в Бухаресті. Матаке раніше тримала своє особисте життя в основному подалі від громадськості.
На початку 2015 року Матаке представила баладу Doi în unu разом з Міхаєм Бендеаком у танцювальному шоу România Dansează. У березні Делія випустила свій третій студійний альбом Pe aripi de vânt. Він містить одинадцять пісень і був оцінений переважно позитивно. Перші три пісні з альбому Ipotecat, Pe aripi de vânt та Inimi desenate увійшли до першої десятки румунських чартів. Інші треки альбому, зокрема Dale, Wuella, Wuella, Doi în unu та U (Fighting with My Ghosts), були випущені як сингли між 2012 і 2015 роками, але вони не потрапили в чарти. Під час запису вона працювала з різними продюсерами, включаючи Александру Пеліна, Овідіу Бачіу, Власцеану Богдана Флоріна та Міхая Константіна. Серед запрошених музикантів співачка Uddi, співачка Kaira, Mihai Bendeac і співачка Speak. На Radio Romanian Music Awards 2015/2016 Делія Маиаке отримала чотири нагороди та була номінований ще на три.

### 2016-2017.
На концерті в Бухаресті 2 та 3 квітня 2016 Матаке представила свій новий четвертий студійний альбом Deliria. Захід був організований під назвою «Ласкаво просимо до Делірії» в Сала Палатулуй у румунській столиці під головуванням Адріана Тапчука. Обидва концерти відвідали понад 8000 глядачів. Після випуску альбом отримав переважно позитивні відгуки. Матаке використовувала поп-рок, денс-поп і софт-рок як засоби музичної композиції. Загалом він містить дванадцять пісень, включно з версією інтро та аутро, а також три спільні композиції з Carla's Dreams, Taxi та Deepcentral. Деякі з пісень раніше були випущені як сингли, зокрема Da, mamă, Gura ta, Cine m-a făcut om mare та Ce are ea? Усі чотири пісні змогли потрапити в румунську десятку. Cine m-a făcut om mare два тижні залишався під номером 6 у чартах. У 2017 році співачка отримала музичну нагороду Радіо Румунія за найкращий альбом і ще дві за пісню Gura ta в категоріях «Найкращий дует/група» та «Найкраща поп-пісня». Крім того, вона була номінована на інші нагороди в різних номінаціях.
Після випуску кількох синглів 4 березня 2017 року вийшов альбом Live, який також став першим концертним альбомом Матаке. Спочатку він був доступний на музичних платформах Spotify і Deezer з 4 березня, а пізніше також на iTunes. Альбом являє собою добірку пісень у live-форматі. Деякі відомі пісні, які вже вийшли в якості синглів, можна знайти на альбомі. Крім відомих треків, він також містить нові інтерпретації, зокрема Raiul e pe pamant, Basi' și cu toba mare та рок-баладу Ochi negri, ochi te tigan (Fata Verde). Він отримав хороші відгуки критиків.

### З 2018-2022.
5 листопада 2018 року Делія випустила сингл Acadele під лейблом Cat Music, після того як напередодні на  YouTube з'явився кліп на пісню. Його спродюсував Алекс Котоі, який також брав участь у створенні текстів пісень. Критики оцінили Acadele як типову треп-пісню, в якій Матаке вперше пробує свої сили у виконанні репу і яка значно відрізняється від її попередніх інтерпретацій. У пісні вона говорить за розширення прав і можливостей жінок і ЛГБТ-спільноти в Румунії та торкається конституційного референдуму, на якому громадяни виступають проти легалізації одностатевих шлюбів.
Навесні 2019 року був випущений Rămâi, другий сингл після Acadele з майбутнього альбому співачки 7. Rămâi залишався під номером 10 у румунській десятці протягом тижня, а через тиждень піднявся в чарті.
У період з червня 2019 року по січень 2020 року вона випустила низку інших пісень, зокрема Vreau la țară, Du-te-mă, Trăiește frumos і Despablito. Усі ці релізи увійшли в румунські хіт-паради та залишалися на вершині кілька тижнів. Останній сингл Să-mi cânți був випущений і за тиждень піднявся до місця 10. Після численних анонсів 11 лютого 2020 року вийшов її шостий студійний альбом 7; спочатку на Spotify і Deezer.
У квітні 2020 року Делія Матаке випустив сингл Cum era, який був створений у співпраці зі співачкою Nane. У жовтні вийшов ще один сингл — спільна пісня «Не ведем ной» зі співачкою Смайлі. Nevedem noi досяг 9 місця в румунській десятці протягом тижня. Сингли Racheta та Între noi вийшли в червні та жовтні. Рачета та кліп вразили фанатів з одного боку сумішшю NFT, а з іншого – трохи меланхолійною мелодією. Колаборація Cum am știut, створена Killa Fonic і Matache, вийшла 22 квітня 2022 року та посіла 2 місце в чартах.
28 травня 2022 року Делія Матаке випустила кавер-версію пісні OTZL GLTZ, яку присвятила футбольному клубу Oţelul Galaţi у формі рок-балади. Пісня постійно отримувала позитивні відгуки та була добре сприйнята шанувальниками. За кілька днів після релізу пісня перевищила 1 мільйон на YouTube. погляди.

## Дискографія
| Назва альбому                       | Деталі альбому                                                                           |
| ----------------------------------- | ---------------------------------------------------------------------------------------- |
| Altfel (у складі N&D)               | Рік випуску: 1999 Позначка: Cat Music Формати: CD, цифрове завантаження                  |
| Fac ce vreau (у складі N&D)         | Рік випуску: 2000 Позначка: Cat Music Формати: CD, цифрове завантаження                  |
| Nu vreau să te pierd (у складі N&D) | Рік випуску: 2002 Позначка: Cat Music Формати: CD, цифрове завантаження                  |
| Parfum de fericire                  | Рік випуску: 18 липня 2003 Позначка: Cat Music Формати: CD, цифрове завантаження         |
| Listen Up!                          | Рік випуску: 29 червня 2006 Позначка: Cat Music Формати: CD, цифрове завантаження        |
| 7                                   | Рік випуску: 11 лютого 2020 р Позначка: Global Records Формати: CD, цифрове завантаження |